# Округ Ревуца
Округ Ревуца (слч. Okres Revúca) округ је у Банскобистричком крају, у Словачкој Републици. Административно средиште округа је град Ревуца.

## Географија
Налази се у источном дијелу Банскобистричког краја.
Граничи:
- на сјеверу је Округ Брезно,
- источно Кошички крај,
- западно Округ Римавска Собота,
- јужно Округ Римавска Собота и Мађарска.

Клима је умјерено континентална.

## Становништво
| Година:    | 1994.  | 2004.   | 2014.   | 2024.   |
| ---------- | ------ | ------- | ------- | ------- |
| Број људи: | 40 982 | 40 699  | 40 205  | 37 676  |
| Разлика:   |        | -0,69 % | -1,21 % | -6,29 % |

| Година:    | 2023.  | 2024.   |
| ---------- | ------ | ------- |
| Број људи: | 37 816 | 37 676  |
| Разлика:   |        | -0,37 % |

Према подацима о броју становника из 2011. године округ је имао 40.419 становника. Словаци чине 66,20% становништва.
| Етнички састав (2011)‍ | Етнички састав (2011)‍ | Етнички састав (2011)‍ | Етнички састав (2011)‍ | Етнички састав (2011)‍ |
| --------------------- | --------------------- | --------------------- | --------------------- | --------------------- |
|                       |                       |                       |                       |                       |
| Словаци               | Словаци               |                       | 0                     | 66,20%                |
| Мађари                | Мађари                |                       | 0                     | 19,15%                |
| Роми                  | Роми                  |                       | 0                     | 6,28%                 |
| остали, непознато     | остали, непознато     |                       | 0                     | 8,37%                 |

## Насеља
У округу се налази три града и 39 насељених мјеста. Градови су Јелшава, Ревуца и Торнаља.